# Dolichoderus attelaboides
Dolichoderus attelaboides é uma espécie de formiga do gênero Dolichoderus.